# Anthony Cheke
Anthony Stephen Cheke (21 de agosto de 1945) é um biólogo, ecologista e ornitólogo britânico.
Cheke estudou na década de 1960 na Universidade de Oxford e, em seguida, tornou-se ecologista animal e vegetal, viajando para a Tailândia, Japão, Córsega, Etiópia e Costa do Marfim, além das Ilhas Mascarenhas (ilhas Maurício, Reunião, e Rodrigues). A partir do seus estudos da avifauna em perigo das Mascarenhas entre os anos de 1973 e 1975, elaborou um livro em 1978. A partir de meados dos anos 1990 ele voltou ao assunto, o que resultou num livro conjunto com Julian Hume.

## Obras
- Cheke, Anthony S; Diamond AW (1987). «An ecological history of the Mascarene Islands, with particular reference to extinctions and introductions of land vertebrates». Studies of Mascarene Island Birds (em inglês). Cambridge: Cambridge University Press. pp. 5–89. ISBN 9780521258081. doi:10.1017/CBO9780511735769.003
- Cheke, Anthony S; Hume JP (2008). Lost Land of the Dodo: an Ecological History of Mauritius, Réunion & Rodrigues (em inglês). New Haven e Londres: T. & A. D. Poyser. pp. 49–73. ISBN 978-0-7136-6544-4